# Cagrithang-Kloster
| Tibetische Bezeichnung                              |
| --------------------------------------------------- |
| Wylie-Transliteration: lcags ri thang dgon pa       |
| Andere Schreibweisen: Cagrithang Gönpa; Cagri Gompa |
| Chinesische Bezeichnung                             |
| Vereinfacht: 江日堂寺                               |
| Pinyin:Jiangritang Si                               |

Das Cagrithang-Kloster (tib.: lcags ri thang dgon pa), nach einem seiner Tempel auch Drögong-Kloster (bros sgong dgon pa; chin. Zhuigong si 追公寺) genannt, ist ein 1936 erbautes Kloster der Kathog-Tradition der Nyingma-Schule des tibetischen Buddhismus in Amdo. Es liegt in der Gemeinde Cagrithang des Kreises Baima (Pema/Padma) von Golog in der nordwestchinesischen Provinz Qinghai, ungefähr vier Kilometer südöstlich des Ortes. Es ist ein Filialkloster des Kathog-Klosters in Kham.
Das Kloster wurde 1936 von Khenpo Ngaga (tib. mkhan po ngag dga; 1879–1941) und dem (chin.) Baizha Lama aus dem Kathog-Kloster (ka thog dgon) in Kham erbaut, es zählt aufgrund seiner außergewöhnlichen Bauten zu den bemerkenswertesten Stätten im Gebiet von Ngolog (Ngolok). Es befindet sich in der Nähe der Brücke über den Fluss Mar Chu.

## Paradies des Kupferfarbenen Berges
Unter seinen Bauwerken ist der palastähnliche mehrstöckige Sangdog Pelri (zangs mdog dpal ri)-Tempel („Paradies des Kupferfarbenen Berges“, nach Guru Rinpoches/Padmasambhavas) Reinem Land, dem Kupferfarbenen Berg mit seinen chinesischen und tibetischen Stilelementen das markanteste Gebäude.
Die drei Stockwerke des Tempels sind jeweils einem der drei Buddha-Körper Padmasambhava, Avalokiteshvara und Amitabha geweiht.
Die Tempelanlage liegt kreisförmig um einen kleinen Hügel, der „Leuchtender Eisenberg“ genannt wird.
Die Anlage ist von einem weiten Ring von über hundert Stupas verschiedener Größen und drei hohen Manisteinmauern umgeben.
Die Tempelanlage besteht aus drei Tempeln (chin.): Zhuigong si, Duoka si und Tianzang tai.

## Denkmal
Das Kloster steht seit 1998 auf der Liste der Denkmäler der Provinz Qinghai.

### Nachschlagewerke
- Gyurme Dorje: Footprint Tibet. ISBN 1903471303.
- Zangzu da cidian. Lanzhou 2003.